# 路易萨娜·洛皮拉托
路易萨娜·罗蕾莱·洛皮拉托·德·拉·托雷（Luisana Loreley Lopilato de la Torre，1987年5月18日—）是一位阿根廷演员、模特、前歌手。她拥有西班牙和意大利血统，她的曾祖父是来自意大利波坦察省穆罗卢卡诺的移民。 2002至2004年间，她曾是阿根廷流行摇滚乐队“Erreway”的成员。